# Kaple Kalvárie (Velký Šenov)
Kaple Kalvárie stála uprostřed křížové cesty ve Velkém Šenově. Neoklasicistní kaple byla postavena roku 1869, zničena byla po druhé světové válce.

## Historie
Roku 1856 dal vybudovat Velky šenovský rodák Ambros Johannes Hille (*07.07.1782 Velký Senov 50 – + 22.05.1863 Leopoldka 5) křížovou cestu. Ta byla rozšířena roku 1862 o kapli Božího hrobu. Kapli Kalvárie již Hille za svého života postavit nestihl, učinil tak roku 1869 jeho syn, továrník Johann Hille, spolu s Emanuelem Fischerem. Kaple byla umístěna ve střední části křížové cesty, se kterou sdílela stejný osud. Průběžně byla udržována, poslední větší opravy přišly těsně před druhou světovou válkou. Po vysídlení původních obyvatel města kaple chátrala a stala se terčem zlodějů a vandalů. Po roce 1946 byl zvon z kaple přenesen do kostela svatého Bartoloměje; je tak jedinou částí inventáře, která se dochovala. Na neudržované kapli se nejpozději v 60. letech 20. století propadla střecha. Při celkové rekonstrukci křížové cesty v letech 1997–2000 bylo torzo kaple očištěno od náletů, stavba však obnovena nebyla. Do současnosti se tak zachovaly pouze zbytky obvodových zdí a schodiště. Kaple Kalvárie je, stejně jako křížová cesta, v majetku Římskokatolické farnosti Velký Šenov a není památkově chráněna.

## Popis
Kaple Kalvárie byla obdélného půdorysu se segmentovým zakončením. Průčelí kaple zdobil portál zakončený římsou a jednoduchý štít s kulatým oknem. Dřevěné dveře byly dvoukřídlé, segmentově zakončené. V každé z bočních stěn bylo umístěno veliké, půlkruhově zakončené okno. Krom lizénových pásů byla omítka kaple hrubá. Na štít navazoval zděný čtverhranný sanktusník. Střecha byla krytá patrně břidlicí.

## Galerie

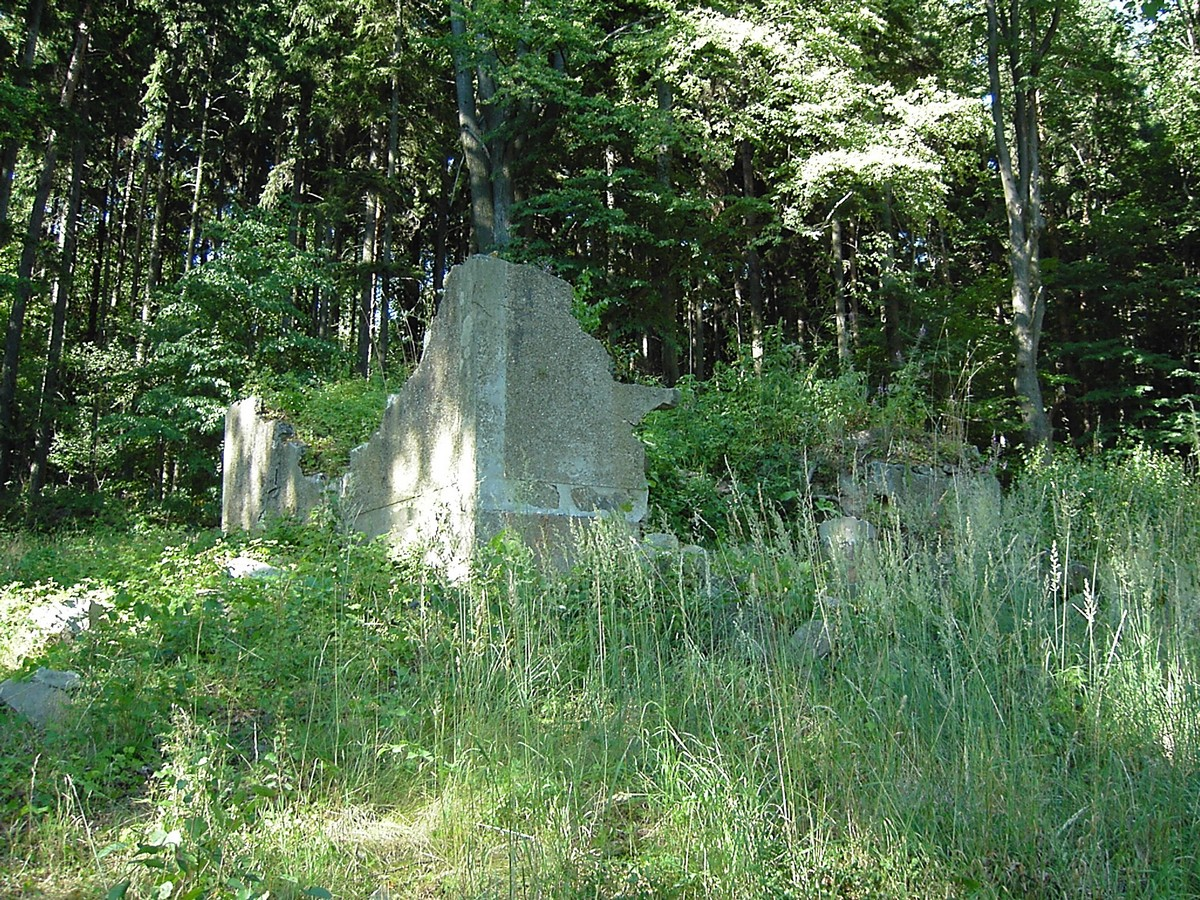
Torzo kaple Kalvárie (2006)
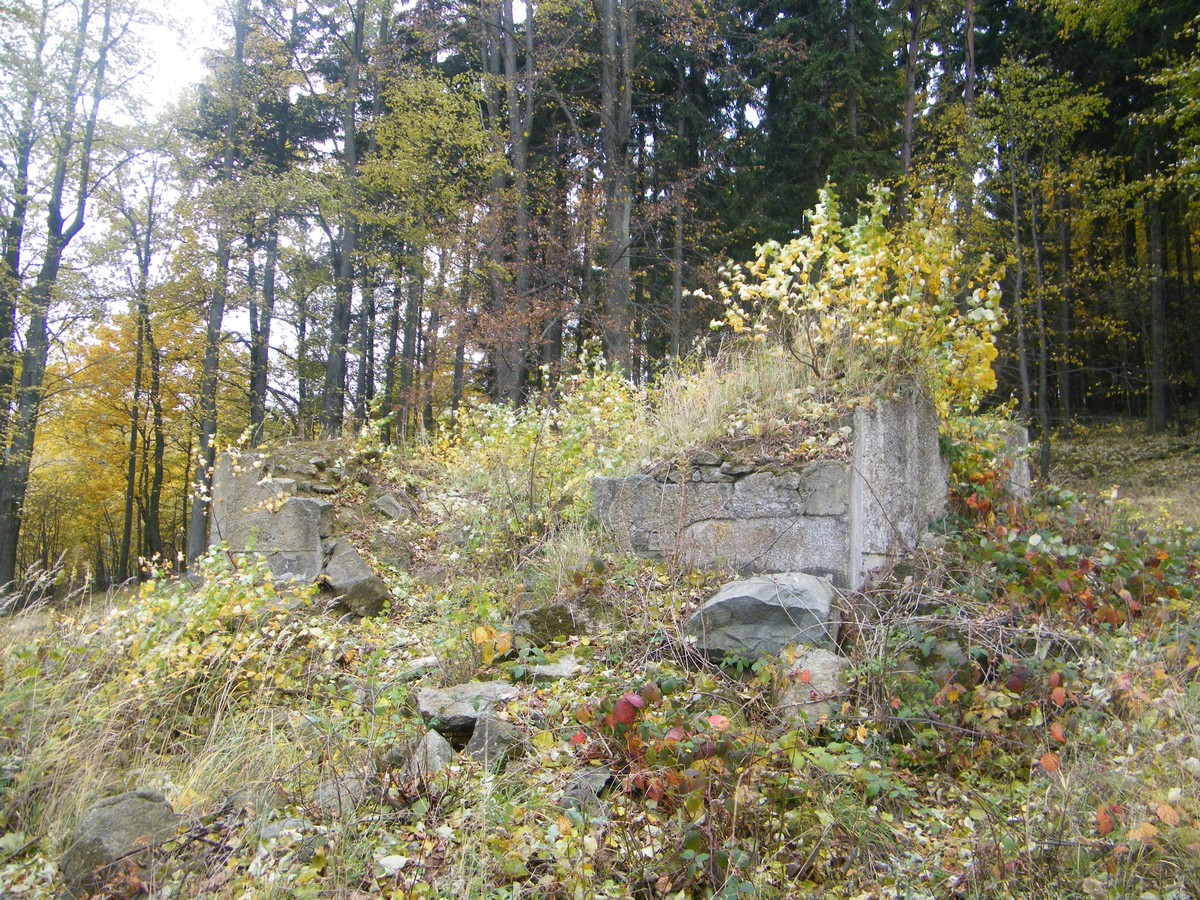
Torzo kaple Kalvárie (2015)
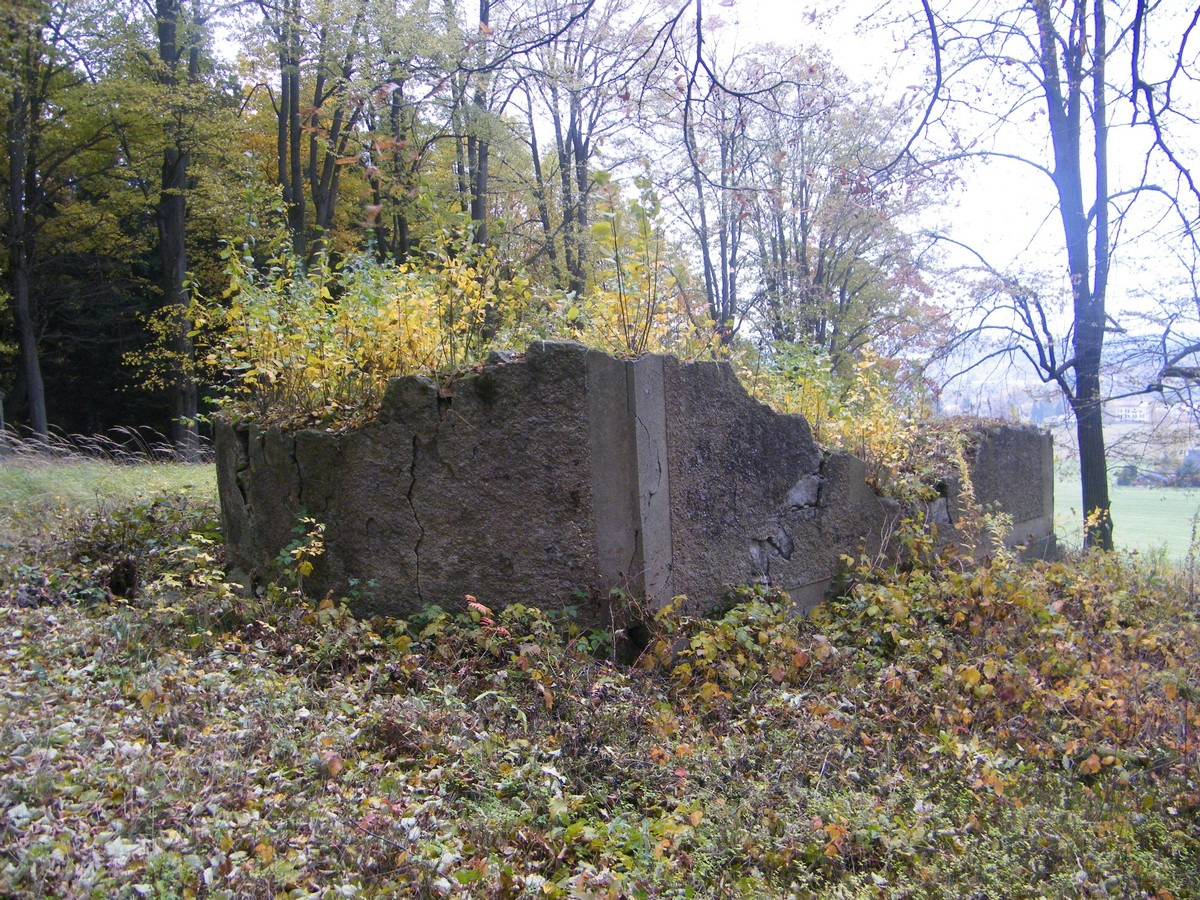
Torzo kaple Kalvárie (2015)
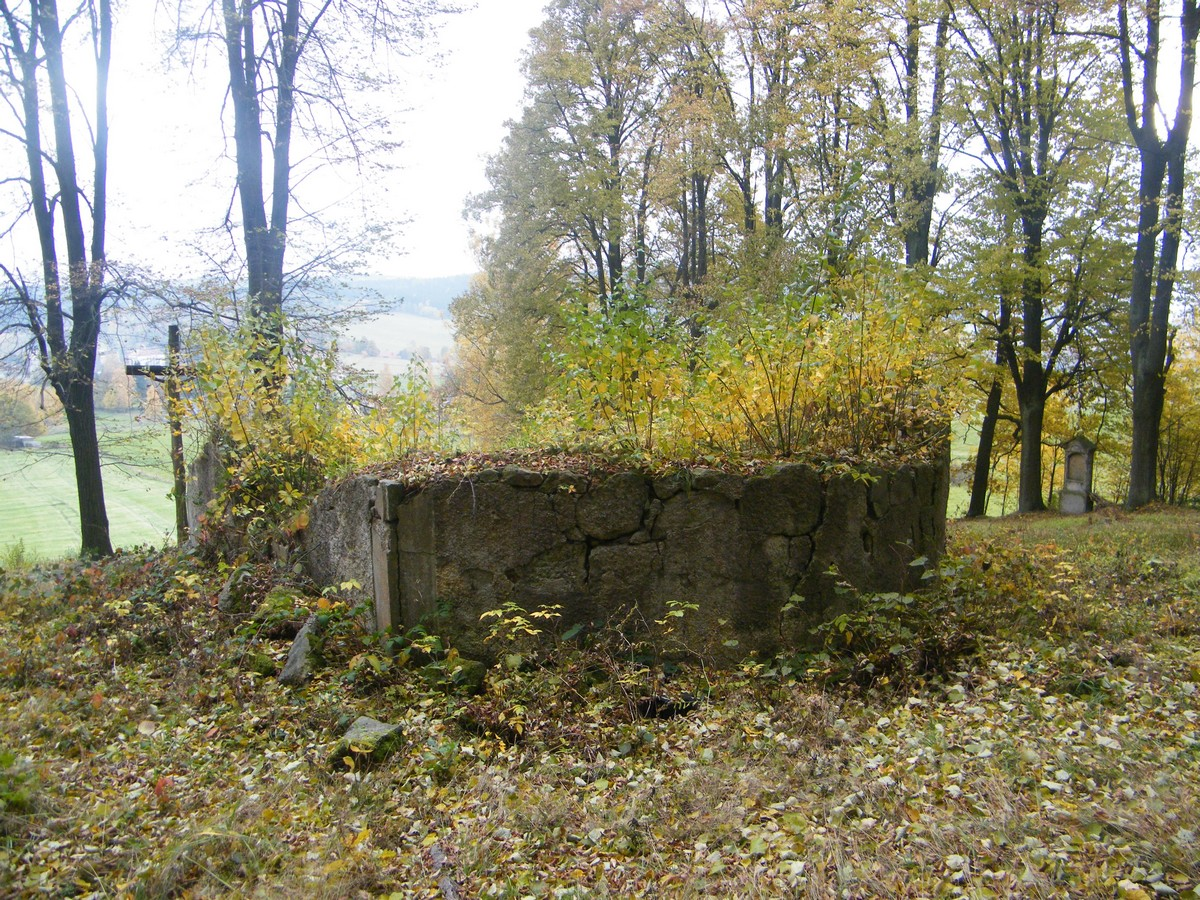
Torzo kaple Kalvárie (2015)
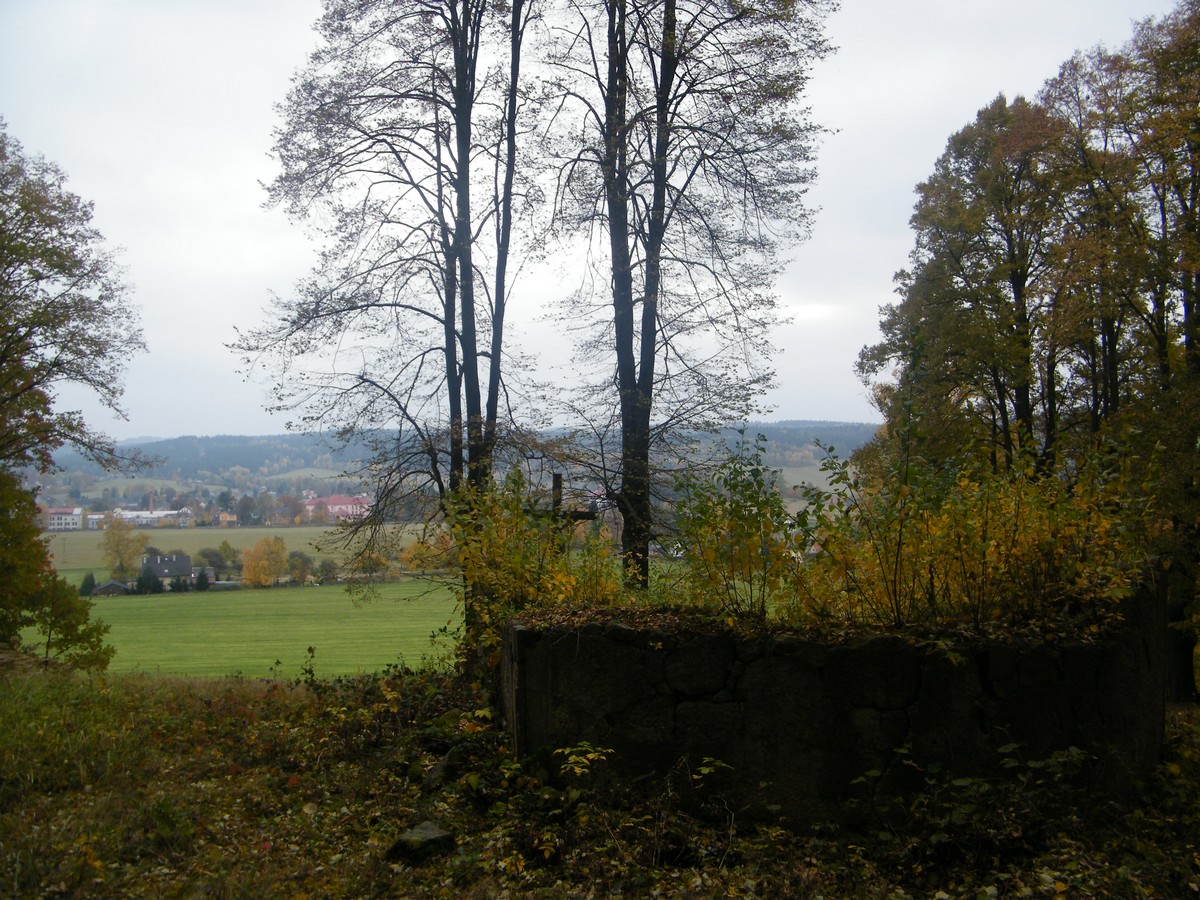
Torzo kaple Kalvárie s pohledem na Velký Šenov (2015)